# بنی‌تغلب
بنوتَغلِب همچنین به نام تغلب بن وائل نیز شناخته می‌شود، قبیله‌ای عرب بودند که در نجد (عربستان مرکزی) به وجود آمدند، اما بعداً از اواخر قرن ششم به بعد کوچ کردند و در جزیره ساکن شدند. قبیله مادری آنها ربیعه بود و به این ترتیب تبار خود را به عدنانیان می‌رساندند. تغلب از قدرتمندترین و منسجم‌ترین قبایل کوچ‌نشین دوران جاهلیت بودند و به‌دلیل جنگ‌های تلخ با خویشاوندان خود از بنی‌بکر و نیز مبارزاتشان با پادشاهان لخمی حیره در جنوب عراق (بین‌النهرین سفلی) شهرت داشتند. این قبیله مسیحیتِ میافیزیست را پذیرفتند و تا مدت‌ها پس از ظهور اسلام عمدتاً مسیحی باقی ماندند. پس از کشمکش‌های اولیه با مسلمانان، تغلب سرانجام جایگاه مهمی در سیاست‌های خلافت اموی برای خود به دست آورد. آنها با امویان متحد شدند و در نبردهای متعددی با قبایل شورشی قیسی در جریان نزاع قیس-یمانی در اواخر قرن هفتم شرکت کردند.

## موقعیت و جایگاه
بنی تغلب، قبیله‌ای عربی است که نسبشان به ربیعه و سپس به عدنان می‌رسد و از قبایل مهم و پر فعالیت در حوزه سیاست در میان سایر قبایل اعراب در منطقه بوده است. شمار زیادی از شاعران و جنگاوران از این قبیله برخاسته‌اند. مسکن اصلی این قبیله، منطقه‌ای به نام دیار ربیعه است که در حوالی سنجار و نصیبین قرار گرفته است. این قبیله به جهت همسایگی با مناطق مسیحی نشین رومی، اعضاء مسیحی بسیاری دارند. قبیله دیگری نیز با همین نام در عرب قحطانی جنوبی قرار دارند که از یمینی‌ها هستند. اهالی این قبیله را تغلبیان یا غلباوی و همچنین بنی غلبا نیز گفته‌اند. علت آنکه بنی تغلب را مستعرب خوانده‌اند، به جهت سکونت آنها در نزدیکی سرزمین‌های روم شرقی بوده است. این لقب به جهت اختلاط این قبیله با رومیان بوده است؛ چنانچه تأثیری در فرهنگ و لهجه این گروه داشته است.

## تاریخ
تغلب که یکی از رئیسان این قبیله بوده است، با نام دثار شناخته می‌شود، برای او ۲ تا ۴ برادر شمرده شده‌اند. نام‌های برادران او بکر، عنز، شخیص و حارث گزارش شده است که هر کدام بر قبیله خود نظارت داشتند و میان دو قبیله بکر و تغلب، به مدت ۴۰ سال پیاپی، جنگ و درگیری وجود داشت.

### پیش از اسلام
تا پیش از ظهور اسلام در منطقه، قبیله بنی تغلب آکنده از جنگ‌های گوناگون قبیله‌ای بود. لشکرکشی شاپور ساسانی به عربستان و قبیله تغلب که منجر به کشته شدن شماری از اهالی این قبیله و از بین رفتن چاه‌های آنان شد، نخستین درگیری گزارش شده برای این قبیله در پیش از ظهور اسلام است. جنگ چهل ساله میان قبیله تغلب و بکر دیگر جنگ پیش از اسلام این قبیله است. علت این جنگ کشته شدن کلیب، رئیس قبیله تغلب بود.

### پس از اسلام
با ظهور اسلام و همین‌طور پس از قدرت یافتن مسلمانان در دوران خلفاء، این قبیله همواره در موضع مقابل و مخالف قرار داشت. در سال ۱۱ ه‍.ق زنی به سجاح پس از دعوت به پیامبری خودش، از جانب سران بنی تغلب مورد هواخواهی قرار گرفت و این قبیله در صدد جنگ با ابوبکر شد. در ۱۲ ه‍.ق در جنگ عین التمر که بین سپاه ایران و اعراب رخ داد؛ سردار سپاه ایران یک عرب تغلبی بود به نام عقة بن عقه که در مقابل سردار سپاه مسلمانان، خالد بن ولید به جنگ رفت و کشته شد. پس از آن ربیعه بن بحیر به انتقام عقه رفته و او نیز کشته شد و دختر بیعه نیز به اسارت مسلمانان درآمد. علی بن ابی‌طالب دختر ربیعه را خریداری کرد و از او صاحب دو فرزند به نام‌های عمر و رقیه شد. در سال ۱۳ ه‍.ق برخی از تغلبی‌های مسیحی به کمک سردار عرب رفتند و در مقابل ایرانی‌ها قرار گرفتند. در سال ۱۶ ه‍.ق مردی به نام انطاق با همراه ساختن رومی‌ها و مسیحی‌های تغلبی با خود، به جنگ و مخالفت با مسلمانان برخاست و در طی این شورش، مسلمانان به فتح تکریت رفتند. در نهایت بنی‌تغلب شکست خوردند و با پذیرش اسلام، بخشیده شدند. در سال ۱۷ ه‍.ق عمر بن خطاب اصرار داشت تا بنی تغلب یا مسلمان شوند یا آنکه مالیات دو چندان بپردازند.

## شاعران بنی تغلب
گروهی از دانشمندان شاعران این قبیله عبارتند از:
- مهلهل (عدّی بن ربیعه)
- فرزدق
- عمرو بن کلثوم
- اُفنون (صُریم بن معشر)
- اخطل
- ابومالک
- کعب بن جُعیل
- قطامی (عمیربن شُیَیم)
- عنّابی (کلثوم بن عمرو)
- اخنس بن شهاب